# Laitaure
Le Laitaure (parfois écrit Laidaure) est un lac situé dans le comté de Norrbotten dans la province historique de Laponie, au nord de la Suède.

## Localisation et description

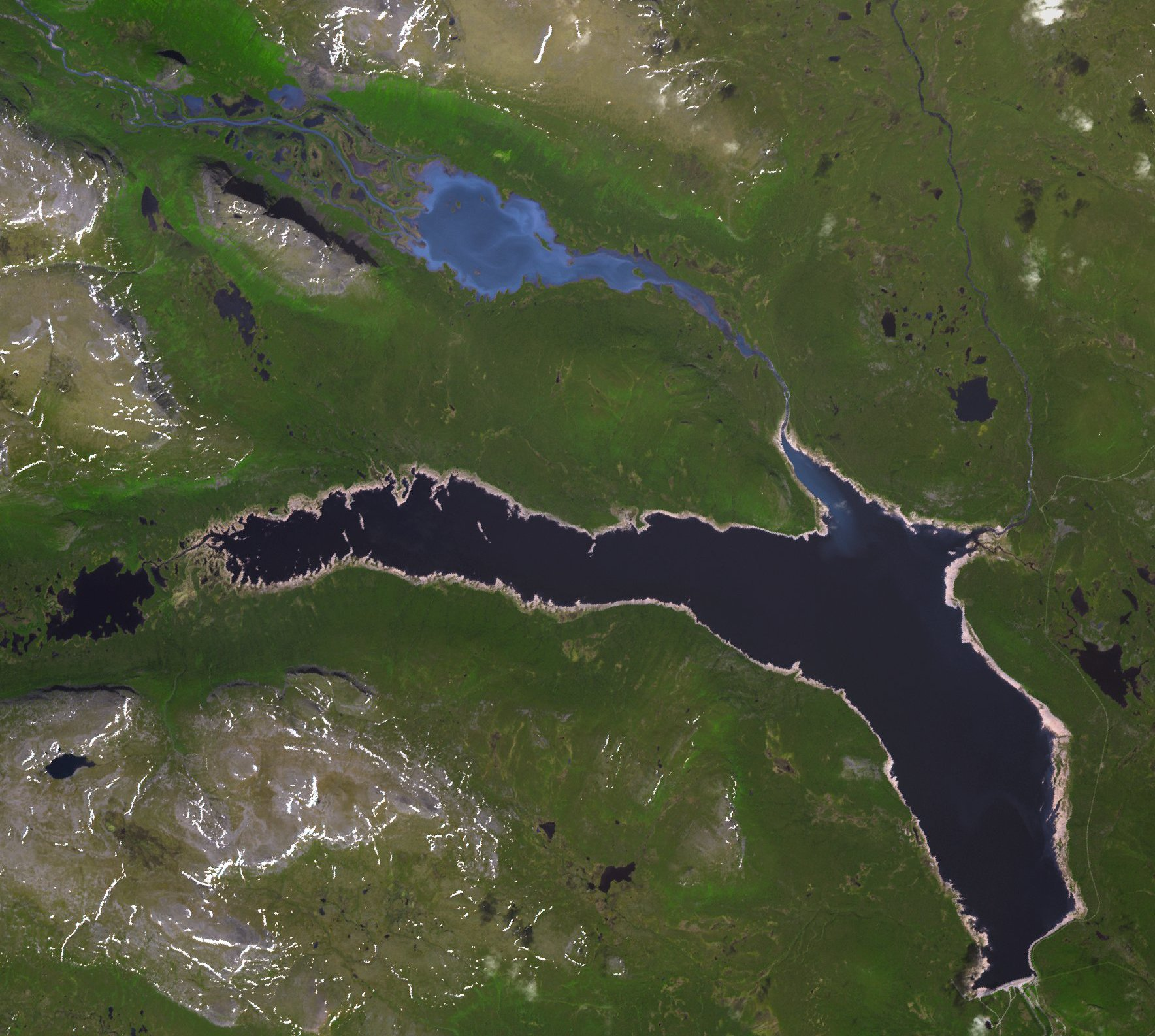
Delta de la Rapaätno se jetant dans le Laitaure puis dans le Tjaktjajaure.

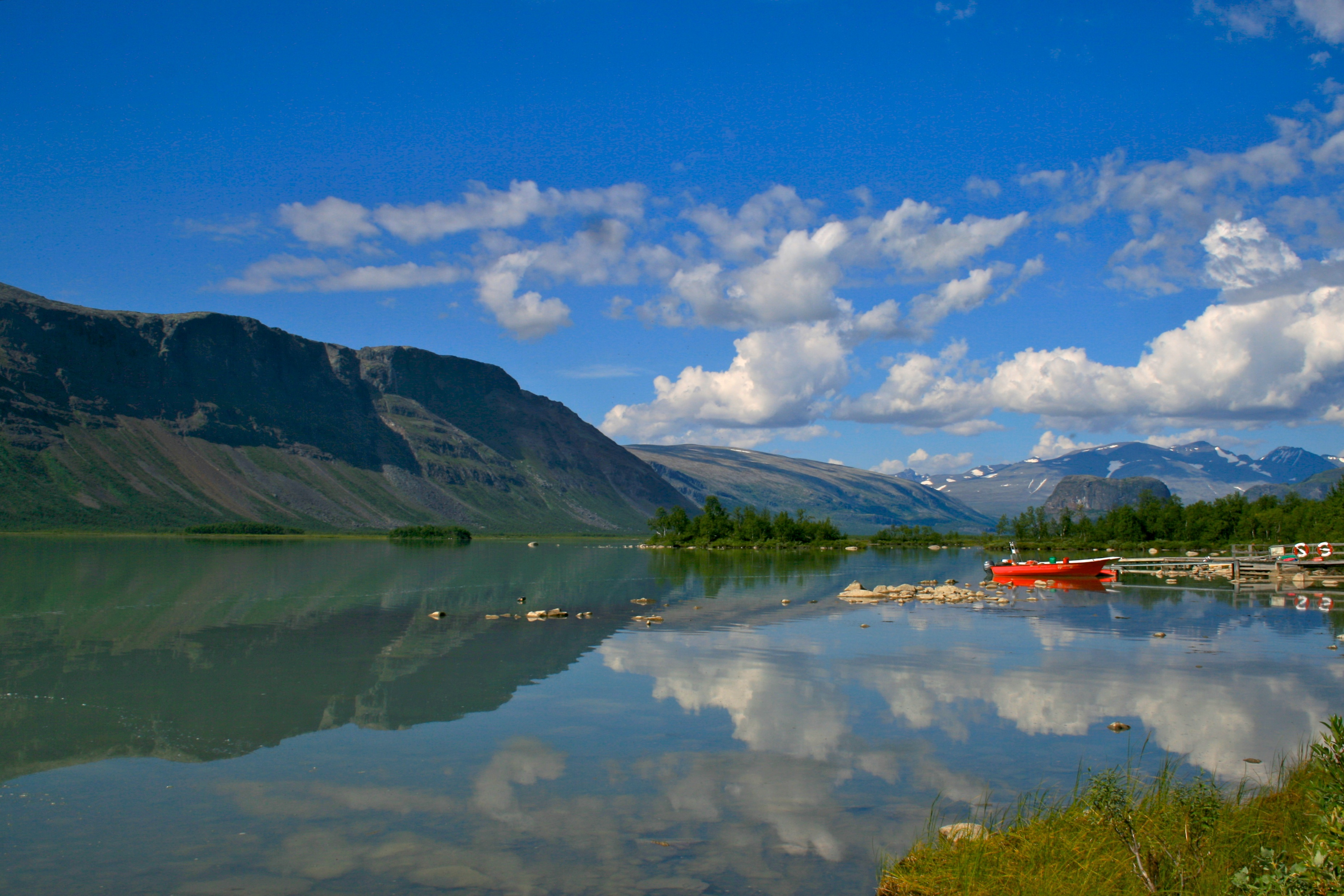
Vue depuis le lac de Laitaure

Il est alimenté par la rivière Rapaätno qui forme un vaste delta en s'y jetant. Le lac a une superficie d'environ 10 km2 pour une longueur d'environ 15 km. Le lac est un site Ramsar depuis 1974.
Dans le cadre du sentier de trekking du Kungsleden depuis Kvikkjokk vers Saltoluokta, la traversée de ce lac (3 km de large) doit être effectuée pour arriver au refuge d'Aktse depuis Pårte . Celle-ci peut être faite à l'aide de barques à rames, fournies par la STF (Svenska Turistföreningen), (gratuitement) ainsi qu'en bateau à moteur.